# Ricardo Vilela
Pour les articles homonymes, voir Vilela.
Afonso Vilela est un nom portugais ; le premier nom de famille (d'usage facultatif) est Afonso et le second est Vilela.
Ricardo Augusto Afonso Vilela, né le 18 décembre 1987 à Bragance, est un coureur cycliste portugais.

## Biographie
Fin 2014, l'équipe continentale professionnelle Caja Rural-Seguros RGA annonce avoir fait signer Ricardo Vilela pour sa saison 2015.
Fin 2015, il renouvelle le contrat qui le lie à son employeur.
Au mois d'aout 2020, il se classe quinzième du championnat du Portugal de cyclisme sur route.
En avril 2022, il fait partie des 10 coureurs mis en cause dans l'affaire de dopage touchant l'équipe W52-FC Porto. Le 4 octobre 2022, il est suspendu trois ans par l'UCI après avoir été trouvés en possession de plusieurs substances dopantes, notamment de la somatropine, de l'insuline, de l'hormone de croissance humaine et du TB500. Le 12 avril 2023, des anomalies dans son passeport biologique portent sa suspension à sept ans supplémentaires, soit dix ans au total jusqu'au 14 juillet 2032.

## Palmarès
- 2007
  - Prova de Abertura
  - 3e du Grand Prix de Mortágua
- 2008
  -  Champion du Portugal sur route espoirs
  - 1re étape du Tour de Madère
  - 2e du championnat du Portugal du contre-la-montre espoirs
  - 2e du Grand Prix de Mortágua
  - 2e du Tour de Madère
  - 3e du Tour du Portugal de l'Avenir
- 2009
  - 1re étape du Grand Prix Abimota (contre-la-montre par équipes)
  - 2e du Grand Prix du Portugal
- 2012
  - Grand Prix Efapel :
    - Classement général
    - 3e étape (contre-la-montre)

  - 2e du championnat du Portugal du contre-la-montre
- 2013
  - 3e du Circuit de Malveira
- 2014
  - 1re étape du Tour des Terres de Santa Maria da Feira
- 2016
  - 3e du championnat du Portugal sur route
- 2017
  - 3e du championnat du Portugal sur route
- 2021
  - 2e du Grande Prémio Jornal de Notícias
- 2022
  - 2e de la Volta a Albergaria

## Résultats sur les grands tours

### Tour d'Espagne
4 participations
- 2015 : 48e
- 2017 : 50e
- 2019 : 105e
- 2020 : 99e

## Classements mondiaux
| Année           | 2009 | 2010 | 2011 | 2012 | 2013 | 2014 |
| --------------- | ---- | ---- | ---- | ---- | ---- | ---- |
| UCI Europe Tour | 456e |      | 607e |      |      | 462e |